# Datas (Minas Gerais)
Datas é um município brasileiro do estado de Minas Gerais. Sua população recenseada em 2022 era de 5 465 habitantes. Seu clima é tropical de altitude tipo Cwb, com verões com dias ensolarados e pouco quentes e noites frescas ou frias, e invernos secos e frios devido a sua altitude na cadeia do Espinhaço.[carece de fontes?]